# Otto Portzehl
Otto Portzehl (* 24. Juli 1860 in Strelitz; † 21. September 1945 in Neustrelitz) war ein deutscher Pädagoge.

## Leben
Portzehl besuchte von 1866 bis 1873 die Stadtschule in Strelitz. Von 1873 bis 1881 war er Schüler des Gymnasiums Carolineum zu Neustrelitz, an dem er 1881 das Abitur ablegte.
Von 1888 bis 1905 war er Oberlehrer am Königlichen Wilhelmsgymnasium in Königsberg (Preußen). 1905 wurde er mit der Gründung des Königlichen Hufengymnasiums beauftragt und leitete es bis 1907. Am 12. Juni 1906 wurde er zum Gymnasialprofessor ernannt, am 20. Juli 1907 zum Mitglied der Prüfungskommission für Lehrerinnen und Schulvorsteherinnen beim Provinzial-Schulkollegium in Königsberg. Von 1907 bis 1918 war er Direktor der Städtischen (Bessel-)Oberrealschule in Königsberg.
Von 1918 bis zur Pensionierung im September 1925 war Portzehl Oberstudiendirektor der Hindenburg-Oberrealschule in Königsberg.
Die Albertus-Universität Königsberg ernannte ihn zum Lektor der französischen Sprache. Diese Tätigkeit übte er von 1915 bis 1933 aus.

## Auszeichnungen
- Roter Adlerorden 4. Klasse (15. Januar 1913)
- Verdienstkreuz für Kriegshilfe (Preußen) (15. Juli 1918)

## Werke
- Die Lehre vom Bedeutungswandel in der Schule, Hartung 1907.